# Jean-Claude Drouin
Pour les personnes ayant le même patronyme, voir Drouin.
Jean-Claude Drouin (1er octobre 1742, Lunéville - 9 janvier 1826, Lunéville), est un homme politique français, député à l'Assemblée législative.

## Biographie
Maire de Lunéville, il fut élu, le 5 septembre 1791, député de la Meurthe à l'Assemblée législative, le 3e sur 8, par 267 voix sur 463 votants. Il siégea obscurément dans la majorité.

## Sources
- « Jean-Claude Drouin », dans Adolphe Robert et Gaston Cougny, Dictionnaire des parlementaires français, Edgar Bourloton, 1889-1891 [détail de l’édition]